# Nasuty (gromada)
Nasuty – dawna gromada, czyli najmniejsza jednostka podziału terytorialnego Polskiej Rzeczypospolitej Ludowej w latach 1954–1972.
Gromady, z gromadzkimi radami narodowymi (GRN) jako organami władzy najniższego stopnia na wsi, funkcjonowały od reformy reorganizującej administrację wiejską przeprowadzonej jesienią 1954 do momentu ich zniesienia z dniem 1 stycznia 1973, tym samym wypierając organizację gminną w latach 1954–1972.
Gromadę Nasuty z siedzibą GRN w Nasutach utworzono – jako jedną z 8759 gromad – w powiecie gołdapskim w woj. białostockim, na mocy uchwały nr 14/V WRN w Białymstoku z dnia 4 października 1954. W skład jednostki weszły:
- obszary dotychczasowych gromad[6] Kowalki, Nasuty, Osowo, Pietrasze i Suczki oraz miejscowość Błędowo z dotychczasowej gromady Dunajek ze zniesionej gminy Grabowo w powiecie gołdapskim;
- miejscowości Rudzie, Kamionki i Wilkasy z dotychczasowej gromady Zatyki ze zniesionej gminy Górne w powiecie gołdapskim;
- obszar lasów państwowych leśnictwa Kowalki o pow. 96,49 ha z dotychczasowej gromady Golubie Wężewskie ze zniesionej gminy Sokółki w powiecie oleckim;
- obszar lasów państwowych leśnictwa Kowalki o pow. 71,91 ha z dotychczasowej gromady Szeszki  ze zniesionej gminy Mieruniszki[7] w powiecie oleckim.

Dla gromady ustalono 9 członków gromadzkiej rady narodowej.
1 stycznia 1958 z gromady Nasuty wyłączono miejscowość Wilkasy włączając ją do gromady Górne w tymże powiecie, po czym gromadę Nasuty zniesiono, włączając jej obszar do gromady Grabowo.